# Новоафонская узкоколейная железная дорога
Новоафонская узкоколейная железная дорога действовала в Новом Афоне (Абхазия) при Новоафонском монастыре с 1884 года. Перевозила в основном лес, фрукты, овощи, виноград и вино в бочках, а также пассажиров. Брёвна подвозились поездом, а затем спускались вниз локомобильным приводом, остатки которого стоят рядом. Закрыта примерно в 1948 г. Возможно, позднее была заменена канатной дорогой.

## История

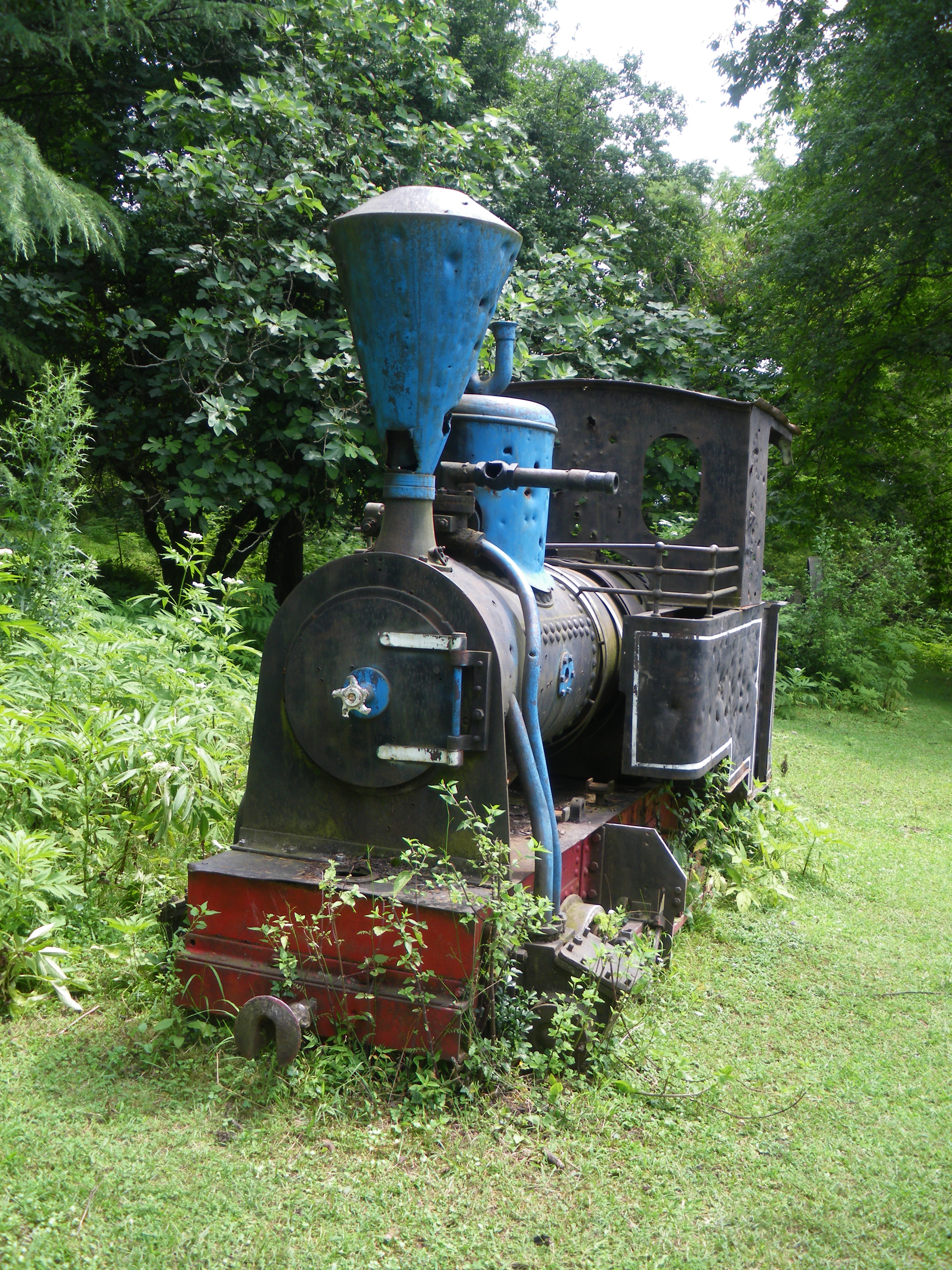
Паровоз Новоафонского монастыря. Стоит на вершине горы в 5 км от Нового Афона

Хозяйственная деятельность монастыря требовала сооружения транспортных линий по новейшим технологиям того времени. Ещё на этапе планирования монастыря и города учитывались особенности рельефа и логистики. Архитектурная и логистическая связанность всех объектов монастыря в конечном итоге и предопределили возникновение современного города Новый Афон. В этот «монастырский» дореволюционный период в городе были построены и активно эксплуатировались городская и горная узкоколейные железные дороги и фуникулер.
Узкоколейная железная дорога была устроена в виде конно-железной дороги (конки) со специальными рельсами и позволила перемещать значительные по меркам гужевого транспорта объёмы грузов на большие расстояния с учетом значительных афонских перепадов высот.
В книге архимандрита Леонида (Кавелина) «Абхазия и в ней Ново-Афонский Симоно-Кананитский монастырь» дается описание этой дороги: «Такъ, черезъ всю пристань и цементную набережную проложены рельсы узкоколейной желѣзно-конной дороги, которая далѣе идетъ вокругъ всего монастыря, захватывая на пути своемъ всѣ главныя хозяйственныя учрежденія: складъ съ жизненными съѣстными продуктами, мельницу, хлѣбопекарню, лѣсопильню, поднимается кѣ нагорному монастырю, на каменноломню и оттуда на кирпичный заводъ. По этой дорогѣ на вагонеткахъ людьми и лошадьми, смотря по надобности, доставляются прямо къ морю и развозятся по монастырю всѣ продукты, строительные матеріалы; какъ главная артерія хозяйственной жизни монастыря, она связываетъ всѣ разбросанныя на большомъ пространствѣ учрежденія и оказываетъ громадную пользу при строительных работахъ; приобреталась она частями и по случаю».
По железной дороге возили лес, сельхозпродукцию, мед с пасеки и пассажиров до верхней станции фуникулера. Локомотив тянул вагоны от станции фуникулера до конечной точки УЖД, по ходу движения на них погружались бревна, которые по деревянным желобам спускали к железнодорожной линии с горных лесоповалов. Затем состав шел накатом задним ходом до станции фуникулера, где подготовленную древесину перегружали на вагонетки фуникулера для отправки на нижнюю станцию, находившуюся недалеко от здания монастыря — в настоящее время там располагается госдача. Таким образом, линия обходилась без поворотных кругов. Ну, а затем, по территории города и к порту всё развозилось вагонами конки. Фуникулер действовал за счет разницы в весе между груженной бревнами вагонетки в верхней части линии и порожней вагонетки в нижней. Два вагончика, прицепленные к пропущенному через шкив тросу, постоянно курсировали вверх и вниз, связывая городскую и горную железнодорожные линии.

## Подвижной состав
Танк-паровоз колеи 900 мм, колесная формула 0-6-0, №597/1902. Произведен АО «Оренштейн и Коппель» (Aktiengesellschaft für Feld- und Kleinbahnen-Bedarf,vormals ORENSTEIN & KOPPEL, Berlin) в 1902 г. с использованием узлов и технологий фирмы Арнольд Юнг (Arnold Jung Lokomotivfabrik).
Паровоз малой мощности, с машиной насыщенного пара, предназначенный для работ на коротких плечах и на маневрах. Паровоз мощностью порядка 60 л/с развивал скорость порядка 12 км/ч и силу тяги порядка 1500 кг.